# Kipsuanjärvi
Kipsuanjärvi är en sjö i kommunen Siikajoki i landskapet Norra Österbotten i Finland. Sjön ligger 60 meter över havet. Arean är 28 hektar och strandlinjen är 3,92 kilometer lång.  Den  ingår i Siikajokis huvudavrinningsområde.  Sjön ligger omkring 54 kilometer söder om Uleåborg och omkring 480 kilometer norr om Helsingfors. 
I sjön finns ön Kellosaari. 